# Yukiko (スタイリスト)
yukiko（ゆきこ）は、日本のスタイリスト、大学講師 （専門：色彩学・服飾学・文化論・ブランディング）、企業講師、販促アドバイザー、プロデューサー。色彩や視覚効果を活用し、教育・文化発信・プロモーションの分野で活動。いっぽう日本で唯一の「焼酎スタイリスト®」として、國酒文化の普及活動も行う。

## 来歴
神奈川県出身。色彩総合プロデュース「スタイル プロモーション」主宰。主に色彩を実践的・戦略的に使ったビジュアルプロモーション（視覚的効果を活かした販促）の企業アドバイザー業務を中心に、大学講師・セミナー講師、フリーライターのほか、アルパ奏者（ラテンハープ、パラグアイハープ）としても活動中。年齢非公開。なお、yukikoの正式表記はすべて小文字となる。
仕事で伝統文化に触れる機会があったことから、近年は日本全国の伝統文化や食文化の発信、啓蒙活動にも携わる。特に親族が鹿児島県出身のため九州・沖縄文化となじみが深く、伝統的な「Made in JAPAN」ブランドである焼酎・泡盛を全国発信する焼酎スタイリストとして、その楽しみ方などを各メディアやエンドユーザーへ紹介している。蔵元や酒造業界関係者、自治体からの依頼も多く、数々の國酒イベントプロデュースを手がける。その活動は多岐にわたり、泡盛スタイリスト®、日本酒スタイリスト®、清酒スタイリスト® の肩書きも持っている。
現在は色彩を有効活用することを提唱し続けながら、日本・海外の伝統文化産業や地域産業の販促支援、講義・講演活動、人材育成を中心に務めている。一般社団法人日本色彩学会正会員。

### ファッションスタイリストとして
短大卒業後、株式会社永谷園入社。OLとして勤務するかたわら、ファッションスタイリストの養成学校へ通い、スタイリストとしての素地をつくる。色彩検定1級を取得後、戦略ツールとしての色彩の活用を提唱するカラーコンサルタントとして活動開始。大手企業のコンサルやイベントの企画、ファッション誌、テレビCMなどの撮影、商品企画等に携わる。

### 色彩・食・地域文化を結ぶプロデューサーとして
2013年（平成25年）3月、色彩総合プロデューサーとして色彩と食、地域文化を結びつけ発信していく「色と食の旅プロジェクト」を発足。2014年（平成26年）11月に「鹿児島芋焼酎コミュニティクラブ」を発足し、鹿児島県酒造組合と連携した本格焼酎イベントなど東京発信の地域文化プロデュースを手がける。同時期に取材・ライティング活動も開始。
2016年（平成28年）3月、中小企業・小規模事業者を色彩戦略の面から支援する「中小企業庁ミラサポ専門家派遣 登録専門家」に認定される。2017年（平成29年）4月焼酎・泡盛専門のウェブマガジン「焼酎＆泡盛スタイル」のクリエイティブディレクターに着任。
こうした地域と食文化、生産者と生活者を結ぶ活動が評価され、新聞や雑誌、テレビ、ウェブなど、多数のメディアに出演。その中で中田英寿、レスリー・キーといった、著名人とのインタビュー対談も実現している。2018年（平成30年）11月1日「本格焼酎・泡盛の日」には、日本経済新聞2面・3面見開きカラーで「焼酎スタイリスト的視点 自分に合った価値ある一杯」というタイトルで活動が特集される。
2020年、日本酒造組合中央会「本格焼酎と泡盛」国内PR事業のサポートを担当。同組織のメディアギャザリングの講師なども務める。
2022年より海外（主に韓国）のエンタメ文化、食文化・酒文化に携わる機会が増え、よりグローバルな視点から各地の文化活動の情報を積極的に発信するようになる。これらのアドバイザーや講師活動に加え、学校教育にも注力する。
近年は企業や個人を対象に、商品企画・接客・営業・プロモーションの実務力に必要な「ビジュアル・プロモーション（視覚的効果を狙った販促活動）」を活かしたホームページ制作や色彩監修を務め、ファッション、ブライダル、ヘアサロン、エステサロン、酒造メーカーのホームページや、記事ディレクションの実績も積んでいる。
また自治体や日本酒造組合中央会の国内PR事業の支援、産学官連携の事業にも積極的に取り組む。官民問わず数多くのプロモーション業を手がけることで、伝統文化産業や地域文化産業、國酒の新たなファンづくりをサポートしている。

### 教育者、アドバイザーとして
2005年（平成17年）より、専門学校にて販促色彩・ファッション・検定対策の講師、トレーナーとして活躍。2020年（令和2年）には大学講師となり、販促色彩、ブランディング、国内外の伝統文化・地域文化・文化論科目を担当。後進の育成に注力している。特に多様化する国際社会に合わせて文化教育・色彩教育・五感教育には力を入れており、「ビジュアル・プロモーション」のノウハウや理論を講義や研修・セミナーで指南している。
また企業の成長はもちろん、伝統文化、地域文化の保護・普及のためには販促色彩が効果的と考え、近年は生産者、企画営業担当者のための研修や講演活動を実施。国内・海外の企業イベントの企画立ち上げやアドバイザーを務めている。

### アルパ奏者として
色彩総合プロデューサーとして活動するかたわら、2010年（平成22年）からアルパ奏者としての活動も続けている。2019年（平成21年）にはアルパの本場パラグアイ共和国で開催された「アルパ国際フェスティバル」に日本代表の一員として出場を果たした。またアルパが南米の楽器である縁から、南米産のスーパーフードであるキヌアの販促活動にも関わり、2016年（平成18年）には「日本キヌア協会オフィシャルサポーター」に就任した。

## 活動方針
yukikoの活動方針 としては、スタイリストとして活動を始めた頃より、①「生産者―販売店・飲食店―メディア―エンドユーザー（生活者）がつながり広がるコミュニケーションを大事にすること、②東京と地域をつなぐ活動をすることを軸にしている。また、yukikoがメディアやイベントで紹介する商品は、業界のレベルアップを応援する目的のもと2つの基準をクリアしたものと限定されている。具体的には①商品色彩・商業色彩として他業界の見本になるレベルのものか、②時流に合っているか、である。

## 人物
- 学生時代、将来の夢は特になかったものの、就職活動中に「カラーコーディネーター」という職業があることを偶然知り、「これを一生の仕事にするかも」と直感して色彩の勉強を始めた。幼少期、島津薩摩切子の色の美しさに心惹かれた原体験とも重なったという[2]。
- 新卒入社した永谷園では生産部門に属した。そこでの経験は現在蔵元や生産者とともに活動するうえで糧となっている[2]。
- 永谷園に勤めるかたわら、イメージやブランドを創り上げるスタイリストに興味を抱き、スタイリストの養成学校に通う。もともとハイファッションが好きだったことに加え、社内でものづくりの初期段階にいて「完成品がCMでどのようにイメージ戦略されているか」を感じられたことがきっかけだった[2]。
- 永谷園を退社後、色彩が強みのフリーのファッションスタイリストとして活動するようになった[2]。現在はファッションのみならず、色彩を使ったブランディングを提案する色彩総合スタイリスト、およびプロモーター、アドバイザーとして活躍の場を広げている。
- 本人は自らの職について「色屋さん」と称している。[2]
- 地域の伝統文化を発信するイベントをすることになったきっかけとして、スペイン人のジュエリーデザイナーを取材した時のことを述べている[2]。インタビュイーが尊敬するアーティストとして新潟県の伝統文化「木目金」を手掛ける金工の人間国宝・玉川宣夫の名が挙がったのだが、自分はその名を知らず、自国の伝統文化を海外のアーティストを通して知ったことに衝撃を受け、「日本人として日本のことをちゃんと知っておきたい」「同世代や若い世代はどの程度まで“メードインジャパン”の素晴らしさを理解しているのだろうか」「私なりのやり方でわかりやすく伝えていきたい」といった想いが強くなった。またこの時、幼少期に出会った島津薩摩切子のことが思い起こされ、歴史の中で一度途絶えたという薩摩切子と木目金の歴史的経緯が自分の人生体験と重なり、共鳴したことも大きく影響しているとする。
- 「焼酎スタイリスト」というこれまでにない現代女性、生活者目線の立ち位置から、家飲み、焼酎ブームの一翼を担っており、「焼酎=女性」のパイオニア的・トップ的な位置づけとなっている。
- 最近は焼酎関連の仕事が増えたことから「酒好き女子」と思われがちだが、本来は3杯くらいまでが適量という[2]。日本経済新聞のインタビューでも「1杯の価値」「1杯の美味しさ」にこだわる飲み方、楽しみ方を大事にしていると語っている[8]。
- 時勢や流行、ムードを鑑みた提案（公式ホームページでは「“時流”に合った」という表現がたびたびなされる）と一歩先を感じ取る先見性、商品への愛情、目利き、分析力の高さが各業界から注目され、支持されている。「yukikoが紹介するものは絶対に美味しい」[9] といった情報の信頼度の高さゆえに「焼酎スタイリストyukiko」という存在を知っているかどうかで、酒造業界や飲食業界、マスコミ従事者の感度の高さがわかるベクトルにもなっているほどである[10]。こうしたことから、yukikoのSNSや取材記事は現代女性、若い世代、飲食店、マスコミや代理店の情報収集元にもなっている。
- 2022年のコロナ禍から韓国カルチャーをはじめとするアジア圏の大陸文化（食・酒・ドラマや映画のエンタメなど）にも関わる機会が増え、歴史的・文化的背景も含めて情報発信するほか、大学などで講義を行っている。[5]
- 2023年・2024年には朝鮮半島の歴史的地域にあたるソウル（高句麗）・公州と扶余（百済）・慶州（新羅）・金海や釜山（伽耶）・済州（耽羅）など主要都市にも実際に訪れており、自身の服飾学・色彩学・文化論などの講義にも反映させている。[5]

## 実績

### 講演・セミナー、イベント講師
- 2013年（平成25年）　　
  - 品川区 カラープロモーションセミナー
- 2014年（平成26年）
  - 販売戦略検討会 カラーセミナー
  - 千葉県松戸市岩瀬自治会
  - スルガ銀行 d-laboアルパミニ演奏会　MC、企画、演奏
  - スルガ銀行 ファッションショー　MC、企画、講師
  - 日本の良さを体感するプロジェクト（日本酒版）
- 2015年（平成27年）
  - 鹿児島県酒造組合 酒青会総会
- 2017年（平成29年）
  - 豊島区ビジネスコーディネーター補助員 コンサルティング講師
- 2018年（平成30年）
  - 濵田酒造主催 本格焼酎イベント「DAIYAME Night」
- 2019年（平成31年/令和元年）
  - 宮崎県都城市主催「ふるさと納税大感謝祭」　焼酎監修含む
  - 読売カルチャー主催「焼酎スタイリストが教える焼酎の楽しみ方と飲み方」　焼酎セレクター、本格焼酎講師
  - 大分県日田市「日田天領水」中津市「西の誉銘醸」特集 「色と食の旅プロジェクト」
- 2020年（令和2年）
  - 鹿児島県主催　松屋銀座「焼酎スタイリストyukiko氏が教える焼酎の飲み方・楽しみ方」　焼酎セレクター、本格焼酎講師
  - 宮崎県都城市主催「ふるさと納税イベント」　本格焼酎講師
- 2021年（令和3年）
  - 「売れる色のはなし」[11]ゼミ　販促色彩講師、焼酎泡盛講師
- 2022年（令和4年）
  - 「ホームページ セルフチェックセミナー」イメージ戦略・ビジュアルプロモーション講師・販促色彩講師
  - 小中高生向け「夏休み自由研究・自由課題 学生サポート講義」学習講師、色彩学・服飾学・文化論・ブランディング講師
- 2023年（令和5年）
  - 小中高生向け「夏休み自由研究・自由課題 学生サポート講義」学習講師、色彩学・服飾学・文化論・ブランディング講師
- 2024年（令和6年）
  - 福岡県主催「酒処・福岡を楽しむ食宴」 本格焼酎講師
  - 小中高生向け「夏休み自由研究・自由課題 学生サポート講義」学習講師、色彩学・服飾学・文化論・ブランディング講師

### 監修・企業アドバイザー
- ファッション誌　ファッションスタイリング特集の色彩監修
- アパレルメーカー　商品色彩監修、ホームページ色彩監修、プロモーションアドバイザー
- ブライダルホームページ色彩監修、プロモーションアドバイザー、HP制作
- ヘアサロンホームページ色彩監修、プロモーションアドバイザー、HP制作
- エステサロンホームページ色彩監修、プロモーションアドバイザー、HP制作
- 酒造メーカーホームページ色彩監修、動画色彩監修、商品色彩分析、プロモーションアドバイザー、撮影ディレクション、コンテンツアドバイザー
- 國酒「本格焼酎・泡盛」関連のウェブマガジン、ウェブメディア　メディア監修、記事監修、プロモーションアドバイザー　ほか多数

### イベントプロデュース
- 2013年（平成25年）「色と食の旅プロジェクト」（2014年3月～）[12]
- 2014年（平成26年）「かごしま芋焼酎コミュニティイベント」（2014年11月～）[13]
- 2014年（平成26年）11月～2018年（平成30年）　9月「原宿・表参道イベント」（全10回）
- 2017年（平成29年）ウェブマガジン「焼酎＆泡盛スタイル」感謝祭！本格焼酎イベント
- 2018年（平成30年）濵田酒造主催 本格焼酎イベント「DAIYAME Night」　イベントアドバイザー
- 2021年（令和3年）「色と食の旅プロジェクト」47都道府県別特集（全47回）
　　　　 　　　　　「売れる色のはなし」[11]ゼミ（2021年4月～）
- 2023年（令和5年）「色と食の旅プロジェクト」～チョコレートクリスマス～[14]

### メディア掲載
- 2012年（平成24年）
  - 「日経WOMAN」日経BP社
- 2014年（平成26年）
  - 日本食糧新聞
- 2015年（平成27年）
  - 「ケイコとマナブ」リクルートホールディングス
  - Career Groove
  - 「本格焼酎＆泡盛プレス」日本酒造組合中央会
- 2016年（平成28年）
  - 宮崎日日新聞
  - 「ar」主婦と生活社
  - 「NIPPON SHOCHU MAGAZINE」宝酒造（ファッションスタイリング含む）
- 2017年（平成29年）
  - 「CLASSY.」光文社　色彩監修、ファッションアドバイス
  - 焼酎＆泡盛スタイル
- 2018年（平成30年）
  - 「ar」主婦と生活社　
  - 大分合同新聞
  - 文化庁・文化遺産サイト（プロデュースを行った「色と食の旅プロジェクト」とともに紹介）
  - 日刊ゲンダイ
  - 日本経済新聞
  - 焼酎＆泡盛スタイル
- 2019年（平成31年/令和元年）
  - 読売新聞
- 2020年（令和2年）
  - 焼酎＆泡盛スタイル
  - 「飲み旅本。vol.6」ブランジスタ
  - 日刊スゴい人！
  - 「本格焼酎と泡盛ガイド」[15]日本酒造組合中央会
- 2021年（令和3年）
  - 焼酎＆泡盛スタイル
  - 「anan」マガジンハウス
- 2022年（令和4年）
  - SAKE COMI
  - 焼酎＆泡盛スタイル
  - 東京都港区立産業振興センター「Guild名鑑」[16]
  - mybest
- 2023年（令和5年）
  - 焼酎＆泡盛スタイル
  - 出水酒造株式会社ホームページ（yukiko撮影商品とコメント掲載）
- 2024年（令和6年）
  - 焼酎＆泡盛スタイル

### 動画、配信出演
- 2017年（平成29年）
  - 「楽天スーパーライブTV」にお笑いタレント デンジャラスノッチと共演、焼酎スタイリスト、焼酎・泡盛ナビゲーターとしてゲスト出演
- 2018年（平成30年）
  - スポーツアナウンサー松本秀夫の番組「ゆるぱら！」にスポーツアナウンサー胡口和雄と一緒に焼酎スタイリストとしてゲスト出演（Extractor.live）
  - 「焼酎＆泡盛スタイル」動画 焼酎女子旅・ほろ酔い女子が楽しむ「大人の焼酎女子旅」ー御宿編（色彩監修含む）[17]
  - 「焼酎＆泡盛スタイル」動画 焼酎女子旅・麦焼酎「神の河」・発泡性リキュール「神の河スパークリング」ー薩摩酒造編　（色彩監修含む）[18]
  - 「焼酎＆泡盛スタイル」動画 焼酎女子旅・奄美黒糖焼酎「はなとり」20度・25度ー沖永良部酒造編（色彩監修含む）[17]
- 2019年（平成31年/令和元年）
  - 「焼酎＆泡盛スタイル」動画 本格焼酎の日イベント・本格焼酎「だいやめ ～DAIYAME～」ー濵田酒造（色彩監修含む）[19]
YouTube「本格焼酎＆泡盛チャンネル」（色彩監修含む）
- 2020年（令和2年）
  - YouTube「本格焼酎＆泡盛チャンネル」（色彩監修含む）
「焼酎＆泡盛スタイル」動画 美容女子・焼酎女子が六本木に集合！「色と食の旅プロジェクト」本格焼酎イベント――世界4大ミネラルウォーター「日田天領水」（色彩監修含む）[20]
  - 「日刊スゴい人！」動画
- 2021年（令和3年）
  - 「売れる色のはなし」ライブ配信（色彩監修含む）
  - YouTube「売れる色のはなし」[11]ゼミ動画（色彩監修含む）

### 対談
- 2016年（平成28年）　中田英寿（元サッカー選手日本代表）×yukiko
- 2017年（平成29年）　レスリー・キー（ファッションカメラマン）×yukiko
- 2018年（平成30年）　城南海（歌手）×yukiko　　 カサリンチュ（歌手）×yukiko　　 田上晃吉（NHK大河ドラマ方言指導・俳優）×yukiko
- 2019年（平成31年/令和元年）　宮下純一（北京オリンピック競泳メダリスト）×yukiko　　 中孝介（歌手）×yukiko

### 執筆（インタビュー、連載）
- 2013年（平成25年）
  - 美容家 佐伯チズインタビュー
- 2015年（平成24年）
  - Career Groove記事執筆
- 2016年（平成28年）
  - 企業のHP用記事を取材・執筆
  - Career Groove記事執筆
- 2017年（平成29年）
  - Career Groove記事執筆
  - 日本食糧新聞ウェブコンテンツ連載
  - ウェブマガジン「焼酎＆泡盛スタイル」連載
- 2018年（平成30年）
  - 日本食糧新聞ウェブコンテンツ連載
  - ウェブマガジン「焼酎＆泡盛スタイル」連載
  - NHK大河ドラマ「西郷どん」原作者 作家・ 林真理子イベント特集記事
  - NHK大河ドラマ「西郷どん」原作本『西郷どん！』林真理子×西郷真悠子イベント特集記事
- 2019年（平成31年/令和元年）
  - ウェブマガジン「焼酎＆泡盛スタイル」連載
  - 鹿児島県特産品協会 会報誌　新春号に寄稿[21]
  - コスメティックブランド「FIVEISMｘTHREE」（ファイブイズム バイ スリー）公式サイト寄稿[22]
- 2020年（令和2年）
  - ウェブマガジン「焼酎＆泡盛スタイル」連載
  - 日本酒造組合中央会「本格焼酎と泡盛ガイド」コラム連載
  - 日本酒造組合中央会「本格焼酎と泡盛ガイド」蔵元取材・球磨焼酎 令和2年7月豪雨特集記事[23]
  - 「みんなのランキング」公式専門家として米焼酎特集記事 執筆
  - 「みんなのランキング」公式専門家として麦焼酎特集記事 執筆
  - ウェブマガジン「焼酎＆泡盛スタイル」都道府県別クイズ 企画・監修・執筆・取材
- 2021年（令和3年）
  - ウェブマガジン「焼酎＆泡盛スタイル」連載
  - 「みんなのランキング」公式専門家として芋焼酎特集記事 執筆
  - 「みんなのランキング」公式専門家として奄美黒糖焼酎特集記事 執筆
  - 「GI本格焼酎・泡盛シンポジウム福岡」メディア用記事執筆
  - 井上酒造株式会社コラムを取材・執筆[24]
  - 櫻の郷酒造株式会社コラムを取材・執筆[25]
  - ウェブマガジン「焼酎＆泡盛スタイル」都道府県別クイズ 企画・監修・執筆・取材
  - ふるさと納税サイト「ふるさとチョイス」酒造業界応援記事 執筆
- 2022年（令和4年）
  - ウェブマガジン「焼酎＆泡盛スタイル」連載
  - ウェブメディア「SAKE COMI」高級焼酎特集　執筆・記事監修[26]
  - ウェブマガジン「焼酎＆泡盛スタイル」FOODEX 取材・撮影・執筆[27]　
  - ウェブメディア「SAKE COMI」芋焼酎特集　執筆・記事監修[28]
  - ウェブメディア「SAKE COMI」麦焼酎特集　執筆・記事監修[29]
  - ウェブマガジン「焼酎＆泡盛スタイル」本格焼酎の日特集・東京ブランド東京島酒　取材・撮影・執筆[30]
  - 「mybest」麦焼酎特集　監修・執筆[31]　
  - 「mybest」芋焼酎特集　監修・執筆[32]
- 2023年（令和5年）
  - ウェブマガジン「焼酎＆泡盛スタイル」連載
  - ウェブマガジン「焼酎＆泡盛スタイル」FOODEX 取材・撮影・執筆[33]
- 2024年（令和6年）
  - ウェブマガジン「焼酎＆泡盛スタイル」連載
  - ウェブマガジン「焼酎＆泡盛スタイル」yukiko企画イベント チョコレート×本格焼酎特集 撮影・執筆[34]
  - ウェブマガジン「焼酎＆泡盛スタイル」FOODEX 取材・撮影・執筆
  - ウェブマガジン「焼酎＆泡盛スタイル」福岡県主催「酒処・福岡を楽しむ食宴」特集　撮影・執筆

### その他
- 2009年（平成21年）
  - 文部科学省後援 色彩検定において担当した教育機関を「優秀団体賞」に導く
- 2018年（平成30年）
  - 文化庁の日本遺産サイトに「色と食の旅プロジェクト」が紹介される
- 2020年（令和2年）
  - 日本酒造組合「本格焼酎と泡盛」国内PR事業のサポートを担当